# 미카와야쓰하시역
미카와야쓰하시역(일본어: 三河八橋駅, みかわやつはしえき)은 일본 아이치현 도요타시에 소재하는 나고야 철도 미카와선의 역이다. 역 번호는 MY02이다.

## 역 구조
섬식 승강장 1면 2선의 고가역이다. 플랫폼 상으로는 원맨 운전 지원용 센서 폴이 설치되어 있다.
역 시설은 배리어 프리 대응이다. 또한, 본 역은 역 집중 관리 시스템이 도입된 무인역으로, 도요타 시 역에서 원격 관리되고 있다.

### 승강장
| 번호 | 노선        | 방향 | 행선                   |
| ---- | ----------- | ---- | ---------------------- |
| 1    | ■ 미카와 선 | 하행 | 도요타 시・사나게 방면 |
| 2    | ■ 미카와 선 | 상행 | 지류 방면              |

## 역 주변
역 소재지는 도요타 시이지만, 역에서 300m 정도 가면 지류시이다. 역명의 "야쓰하시"도 지류 시의 지명이다.
- 무료주지(야하시 연자화원) - 역에서 도보 5분.
- 도요타 하나조노 우체국
- 도요타 시립 와카조노 중학교
- 국도 제155호선 도요타미나미 바이패스
- 국도 제419호선 야바세 나들목, 이코마 나들목

## 역사
- 1920년 7월 5일: 미카와 철도 역으로 영업 개시.
- 1941년 6월 1일: 미카와 철도가 나고야 철도와 합병되어 동사의 미카와 선의 역이 됨.
- 1961년 5월 11일: 화물 영업 폐지, 측선 철거.
- 1963년 10월 16일: 역사 개축.
- 2001년 6월 16일: 무인화.
- 2003년 10월 1일: 역 집중 관리 시스템 및 트랜 패스 도입.
- 2007년 10월 13일: 고가화 사업에 따라 뒤쪽 승강장에서 영업 개시와 동시에 역사(승차권 매장 등)는 기존 사용.
- 2009년 12월 12일: 본 역을 포함한 전후 구간(1.63 km)의 고가화.
- 2011년 2월 11일: IC카드 승차권 "manaca" 공용 개시.
- 2012년 2월 29일: 트랜 패스 공용 종료.

## 사진

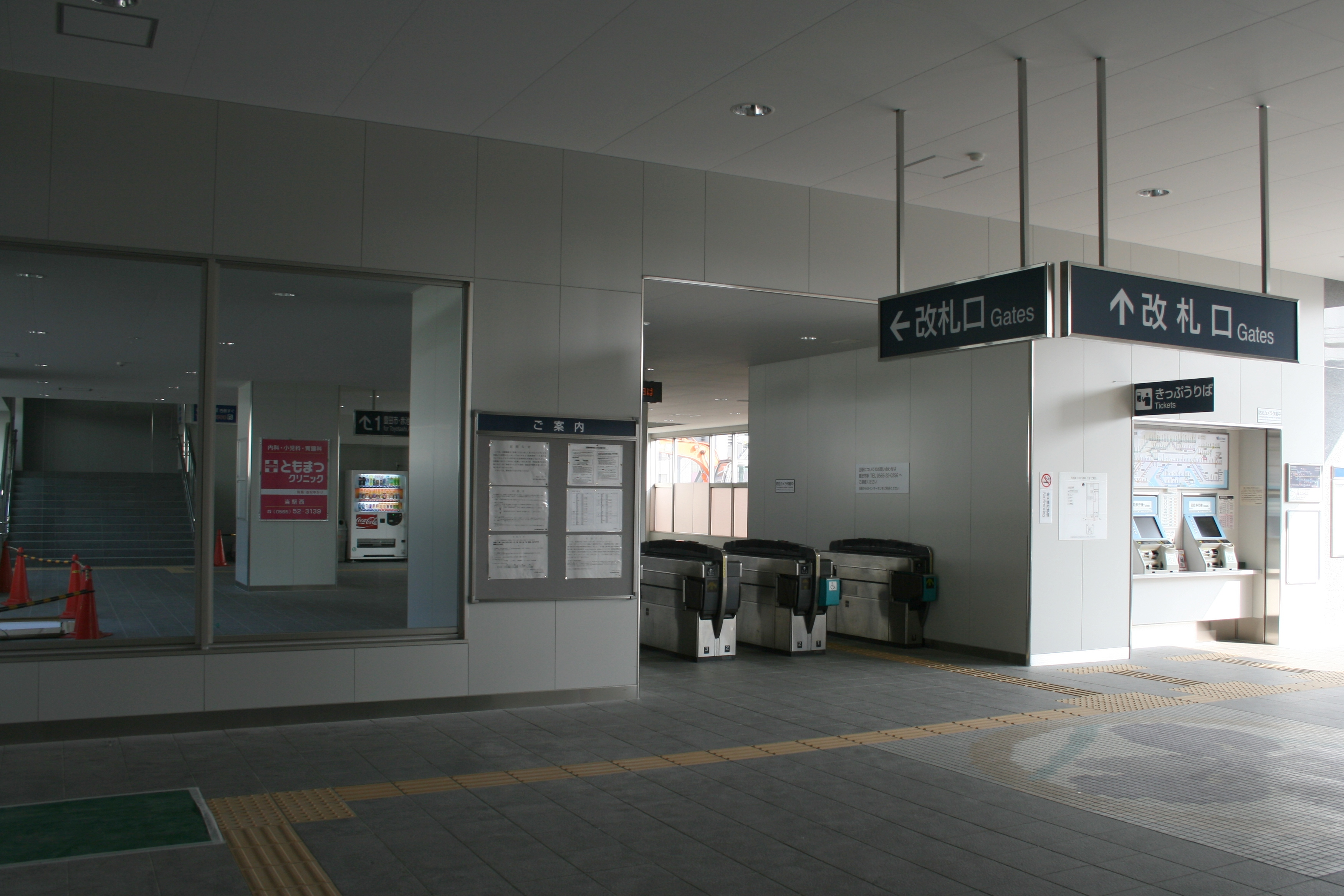
개찰구

## 인접역
| 나고야 철도 미카와선        | 나고야 철도 미카와선 | 나고야 철도 미카와선      |
| --------------------------- | -------------------- | ------------------------- |
| MY03 와카바야시 사나게 방면 |                      | 미카와치류 MY01 지류 방면 |